# لوف ديوسقوريدس
لوف ديوسقوريدس (باللاتينية: Arum dioscoridis) نوع نباتي من جنس اللوف الذي يتبع الفصيلة القلقاسية من أحاديات الفلقة.

## الموئل والانتشار
موطنه المناطق الجبلية في بلاد الشام وقبرص وتركيا.